# Rastina
Rastina (ćir.: Растина, mađ.: Haraszti) je naselje u općini Sombor u Zapadnobačkom okrugu u Vojvodini.

## Povijest
Rastina se prvi puta spominje u 14. stoljeću pod nazivom Harasti.
Do polovice 19. stoljeća Rastina je bila posjed barunu Redla na kojem su radili uglavnom Mađari. U drugoj polovici 19. stoljeća Rastina je u okviru Stanišića, a do kraja Drugog svjetskog rata u sastavu Riđice. Status samostalnog sela ponovo dobiva po završetku rata. Doseljavanjem dobrovoljaca poslije Prvog svjetskog rata iz Like i Hercegovine nastaje selo Rastina.

## Stanovništvo
U naselju Rastina živi 566 stanovnika, od toga 468 punoljetnih stanovnika, a prosječna starost stanovništva iznosi 44,7 godina (42,4 kod muškaraca i 46,9 kod žena). U naselju ima 191 domaćinstvo, a prosječan broj članova po domaćinstvu je 2,96.
| Etnički sastav 2002. |            |        |
| Narod                | Stanovnika | %      |
| Srbi                 | 543        | 95,93% |
| Hrvati               | 7          | 1,23%  |
| Mađari               | 3          | 0,53%  |
| Muslimani            | 4          | 0,23%  |
| Jugoslaveni          | 2          | 0,35%  |
| Crnogorci            | 2          | 0,35%  |
| Bunjevci             | 2          | 0,35%  |
| nepoznato            | 0          | 0,0%   |

| broj stanovnika | 905   | 939   | 960   | 892   | 686   | 605   | 566   |
|                 | 1948. | 1953. | 1961. | 1971. | 1981. | 1991. | 2001. |

## Šport
Športska društva i klubovi koji ovdje djeluju su:
- nogomet: Solunac
- šah: Polet

## Vanjske poveznice
- Karte, položaj vremenska prognoza  Arhivirana inačica izvorne stranice od 1. listopada 2007. (Wayback Machine)
- [neaktivna poveznica]